# Saint-Hilaire-le-Château
Saint-Hilaire-le-Château è un comune francese di 270 abitanti situato nel dipartimento della Creuse nella regione della Nuova Aquitania.

## Società

### Evoluzione demografica
Abitanti censiti